# Pływanie na Letnich Igrzyskach Olimpijskich 2024 – 4 × 200 m stylem dowolnym mężczyzn
Sztafeta 4 × 200 m stylem dowolnym mężczyzn – konkurencja pływacka, która odbyła się podczas Letnich Igrzysk Olimpijskich 2024 w Paryżu. Eliminacje i finał zostały rozegrane 30 lipca 2024.

## Terminarz
| Data          | Godzina rozpoczęcia (CET) | Runda      |
| ------------- | ------------------------- | ---------- |
| 30 lipca 2024 | 13:20                     | Eliminacje |
| 30 lipca 2024 | 22:15                     | Finał      |

## Rekordy
Rekord świata i rekord olimpijski przed rozpoczęciem zawodów:
| Rekord            | Reprezentacja                                                                    | Czas    | Miejsce | Data             |
| ----------------- | -------------------------------------------------------------------------------- | ------- | ------- | ---------------- |
| Rekord świata     | Stany Zjednoczone Michael Phelps · Ricky Berens · David Walters · Ryan Lochte    | 6:58,55 | Rzym    | 31 lipca 2009    |
| Rekord olimpijski | Stany Zjednoczone Michael Phelps · Ryan Lochte · Ricky Berens · Peter Vanderkaay | 6:58,56 | Pekin   | 13 sierpnia 2008 |

## Wyniki

### Eliminacje
| Miejsce | Wyścig | Tor | Reprezentacja     | Zawodnicy | Czas    | Uwagi |
| ------- | ------ | --- | ----------------- | --- | ------- | ----- |
| 1.      | 2      | 4   | Wielka Brytania   | James Guy (1:45,04) Jack McMillan (1:45,68) Kieran Bird (1:47,68) Thomas Dean (1:46,71)                             | 7:05,11 | Q     |
| 2.      | 1      | 4   | Stany Zjednoczone | Drew Kibler (1:46,43) Brooks Curry (1:45,96) Blake Pieroni (1:46,44) Chris Guiliano (1:46,74)                       | 7:05,57 | Q     |
| 3.      | 1      | 3   | Francja           | Hadrien Salvan (1:47,80) Wissam-Amazigh Yebba (1:46,04) Yann Le Goff (1:46,55) Roman Fuchs (1:45,22)                | 7:05,61 | Q     |
| 4.      | 2      | 3   | Australia         | Kai Taylor (1:47,60) Zac Incerti (1:47,05) Flynn Southam (1:45,62) Thomas Neill (1:45,36)                           | 7:05,63 | Q     |
| 5.      | 1      | 6   | Niemcy            | Lukas Märtens (1:45,66) Rafael Miroslaw (1:46,35) Josha Salchow (1:46,18) Timo Sorgius (1:48,01)                    | 7:06,20 | Q     |
| 6.      | 2      | 5   | Chiny             | Ji Xinjie (1:46,59) Niu Guangsheng (1:48,43) Fei Liwei (1:46,57) Zhang Zhanshuo (1:46,13)                           | 7:07,72 | Q     |
| 7.      | 1      | 5   | Korea Południowa  | Lee Ho-joon (1:46,53) Lee Yoo-yeon (1:47,58) Kim Yeong-hyeon (1:48,26) Kim Woo-min (1:45,59)                        | 7:07,96 | Q     |
| 8.      | 1      | 2   | Japonia           | Tatsuya Murasa (1:47,30) Katsuhiro Matsumoto (1:45,77) Hidenari Mano (1:48,09) Konosuke Yanagimoto (1:47,27)        | 7:08,43 | Q     |
| 8.      | 1      | 7   | Izrael            | Denis Loktev (1:47,32) Bar Soloveychik (1:47,53) Eitan Ben-Shitrit (1:48,01) Gal Cohen Groumi (1:45,57)             | 7:08,43 | Q,    |
| 10.     | 2      | 6   | Włochy            | Giovanni Caserta (1:46,85) Alessandro Ragaini (1:48,08) Carlos D'Ambrosio (1:47,24) Filippo Megli (1:46,46)         | 7:08,63 |       |
| 11.     | 2      | 7   | Grecja            | Dimitrios Markos (1:47,66) Konstantinos Englezakis (1:46,71) Konstantinos Stamou (1:48,00) Andreas Wazeos (1:47,23) | 7:09,60 |       |
| 12.     | 2      | 2   | Brazylia          | Murilo Setin (1:48,56) Fernando Scheffer (1:46,76) Eduardo Oliveira de Moraes (1:48,53) Guilherme Costa (1:46,41)   | 7:10,26 |       |
| 13.     | 1      | 1   | Hiszpania         | César Castro (1:46,84) Luis Domínguez (1:46,82) Carlos Garach (1:48,40) Ferran Julià Tous (1:49,56)                 | 7:11,62 |       |
| 14.     | 2      | 8   | Kanada            | Patrick Hussey (1:47,83) Alex Axon (1:47,57) Jeremy Bagshaw (1:48,10) Lome Wigginton (1:48,57)                      | 7:12,07 |       |
| 15.     | 2      | 1   | Litwa             | Tomas Navikonis (1:47,08) Danas Rapšys (1:46,29) Tomas Lukminas (1:47,30) Andrius Šidlauskas (1:55,94)              | 7:16,61 |       |
| 16.     | 1      | 8   | Szwajcaria        | Antonio Djakovic (1:47,97) Nils Liess (1:49,95) Jérémy Desplanches (1:49,24) Tiago Behar (1:50,90)                  | 7:18,06 |       |

### Finał
| Miejsce | Tor | Reprezentacja     | Zawodnicy | Czas    | Uwagi |
| ------- | --- | ----------------- | --- | ------- | ----- |
| 1 !     | 4   | Wielka Brytania   | James Guy (1:45,09) Thomas Dean (1:45,28) Matthew Richards (1:45,11) Duncan Scott (1:43,95)                  | 6:59,43 |       |
| 2 !     | 5   | Stany Zjednoczone | Luke Hobson (1:45,55) Carson Foster (1:45,31) Drew Kibler (1:45,12) Kieran Smith (1:44,80)                   | 7:00,78 |       |
| 3 !     | 6   | Australia         | Maximillian Giuliani (1:45,99) Flynn Southam (1:45,53) Elijah Winnington (1:45,19) Thomas Neill (1:45,27)    | 7:01,98 |       |
| 4.      | 7   | Chiny             | Ji Xinjie (1:47,14) Fei Liwei (1:46,05) Pan Zhanle (1:45,81) Zhang Zhanshuo (1:45,37)                        | 7:04,37 |       |
| 5.      | 3   | Francja           | Wissam-Amazigh Yebba (1:46,72) Hadrien Salvan (1:46,75) Yann Le Goff (1:45,63) Roman Fuchs (1:45,70)         | 7:04,80 |       |
| 6.      | 1   | Korea Południowa  | Yang Jae-hoon (1:49,84) Lee Ho-joon (1:46,45) Kim Woo-min (1:44,98) Hwang Sun-woo (1:45,99)                  | 7:07,26 |       |
| 7.      | 8   | Japonia           | Tatsuya Murasa (1:46,69) Katsuhiro Matsumoto (1:45,31) Hidenari Mano (1:47,36) Konosuke Yanagimoto (1:48,12) | 7:07,48 |       |
| 8.      | 2   | Niemcy            | Lukas Märtens (1:45,31) Rafael Miroslaw (1:46,32) Timo Sorgius (1:49,18) Josha Salchow (1:48,75)             | 7:09,56 |       |
| 9.      | 0   | Izrael            | Denis Loktev (1:48,16) Gal Cohen Groumi (1:46,25) Tomer Frankel (1:47,71) Bar Soloveychik (1:48,10)          | 7:10,22 |       |